# Mazda CX-80
Mazda CX-80 je SUV crossover japonské automobilky Mazda, který byl představen 18. dubna 2024. Je založeno na modelu Mazda CX-60, přičemž jde o v pořadí čtvrté představené vozidlo značky mazda používající technologii zvanou Large Product Group. V porovnání s modelem CX-60 je delší, vyšší a má větší rozvor, stejná zůstala šířka vozu. 
Vůz se prodává v Evropě, Japonsku, Austrálii a v řadě zemích Asie. Ve Spojených státech amerických se prodává místo Mazdy CX-80 model Mazda CX-90 (Mazda CX-90 se pak vedle Mazdy CX-80 prodává i v Austrálii a v Asii, v Evropě a Japonsku se však Mazda CX-90 neprodává vůbec). Předchůdcem vozu je model Mazda CX-8 vyráběný do konce roku 2023. 

## Galerie

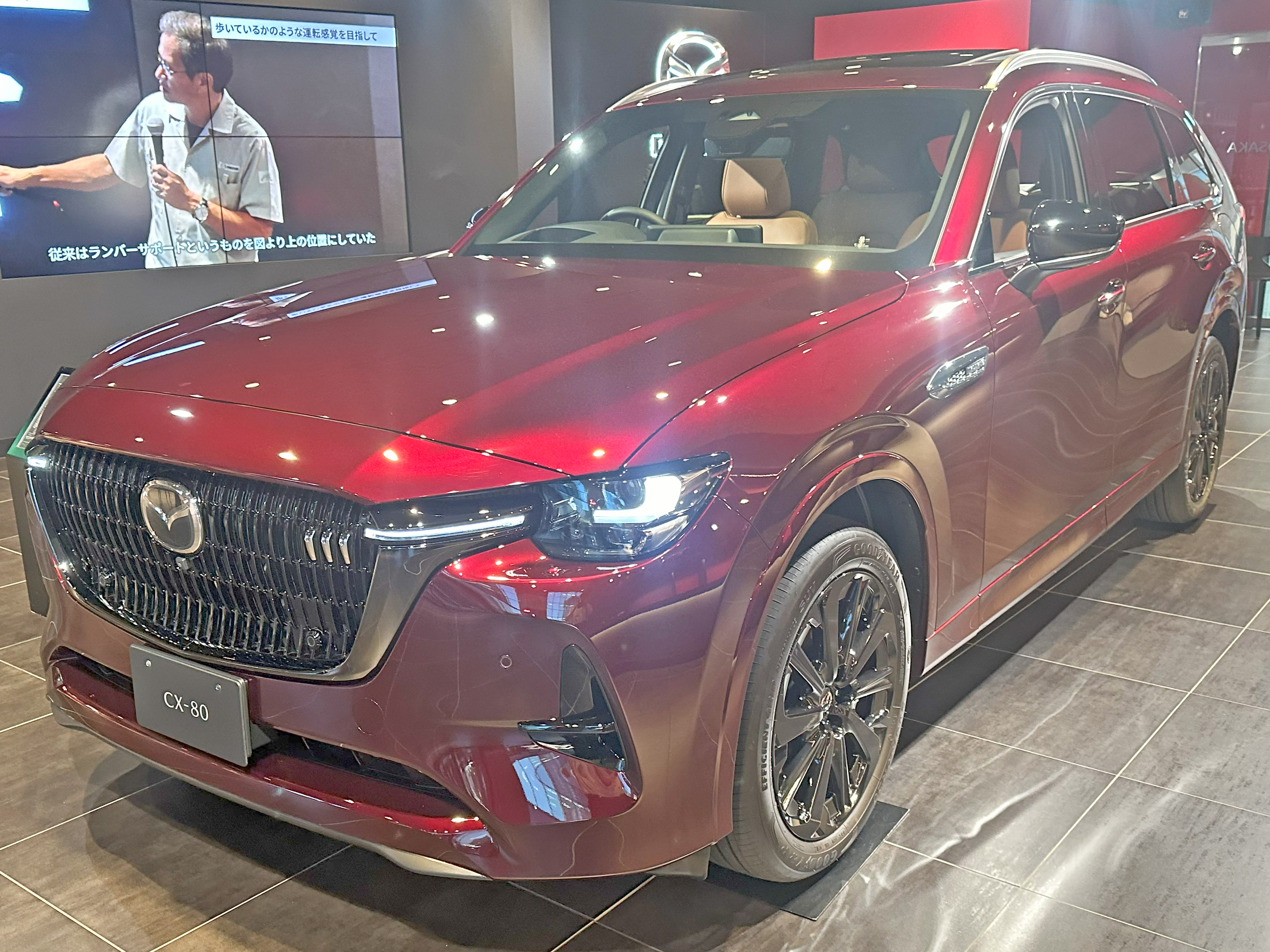
Pohled zepředu, červená barva
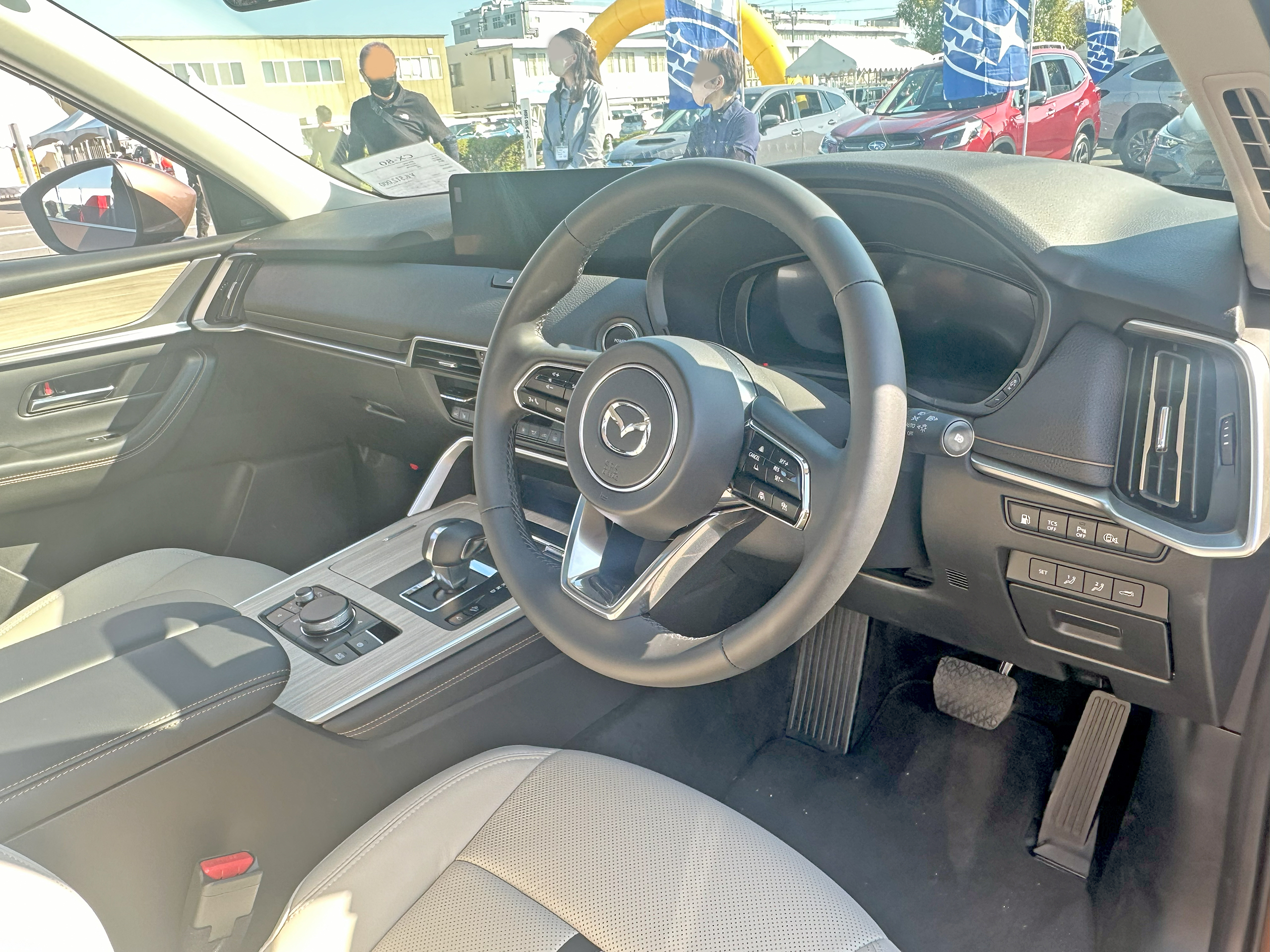
Interiér přední části vozu s volantem vpravo
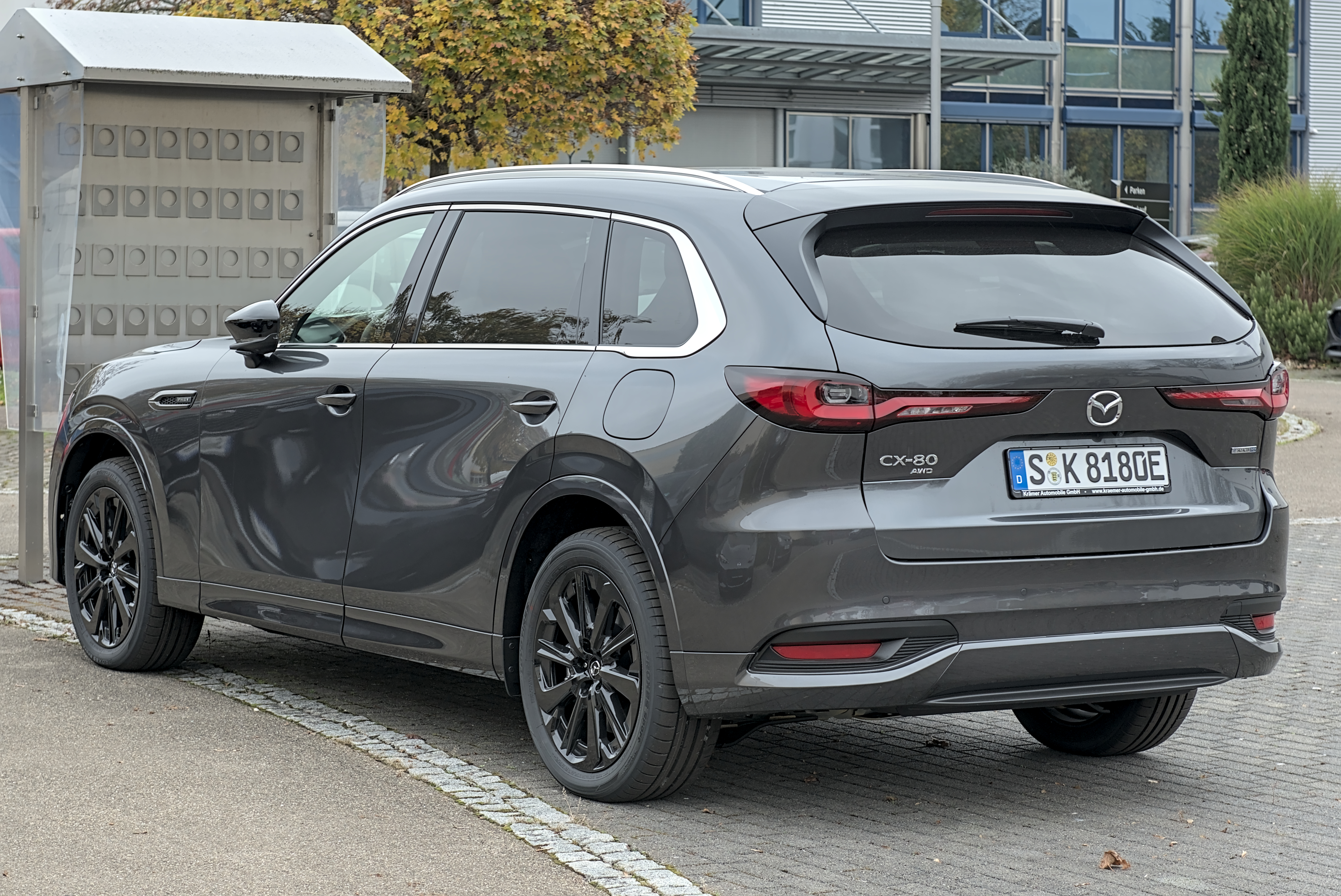
Pohled zezadu, šedá barva
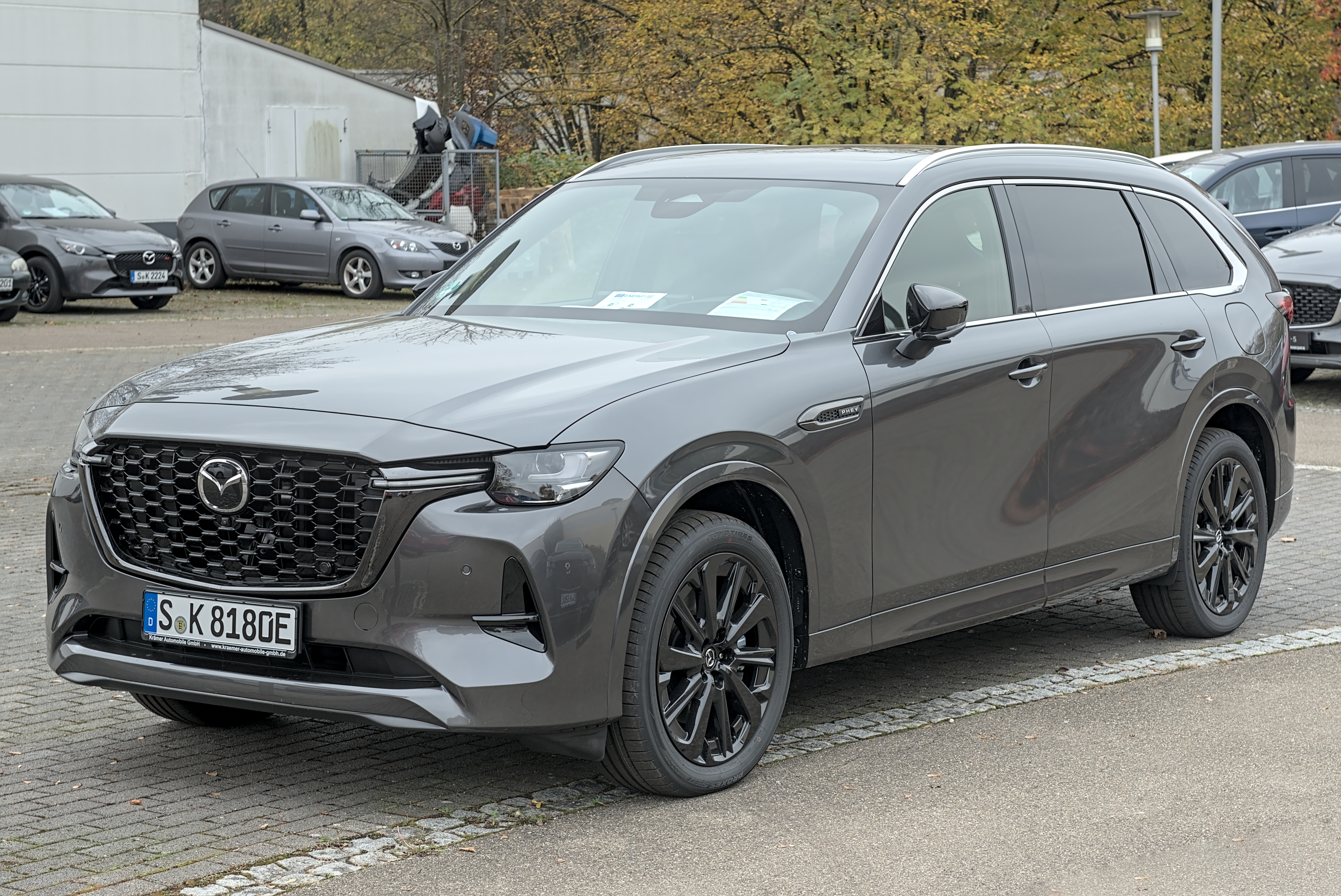
Pohled zepředu, šedá barva